# Luson
Luson (Lüsen) é uma comuna italiana da região do Trentino-Alto Ádige, província de Bolzano, com cerca de 1.457 habitantes. Estende-se por uma área de 74 km², tendo uma densidade populacional de 20 hab/km². Faz fronteira com Bressanone, Marebbe, Naz-Sciaves, Rodengo, San Lorenzo di Sebato, San Martino in Badia.

## Demografia
| Variação demográfica do município entre 1861 e 2011                               |
|                                                                                   |
| Fonte: Istituto Nazionale di Statistica (ISTAT) - Elaboração gráfica da Wikipedia |